# Ахутина, Татьяна Васильевна
Татья́на Васи́льевна Аху́тина (урождённая Рябова; род. 15 августа 1941 года, Дзержинск, Горьковская область) — российский учёный, доктор психологических наук, профессор, специалист в области нейропсихологии и психолингвистики, последователь А. Р. Лурии, коллега и соавтор А. А. Леонтьева.

## Биография
Татьяна Васильевна Ахутина родилась 15 августа 1941 года в городе Дзержинске Горьковской области. В 1963 году окончила с отличием дефектологический факультет Московского государственного педагогического университета по специальности логопед, преподаватель русского языка и литературы. В качестве дипломной была засчитана курсовая работа 4 курса «Лингвистический анализ стихотворения А. С. Пушкина „На холмах Грузии лежит ночная мгла“».
В 1970 году на факультете психологии МГУ защитила диссертацию на звание кандидата психологических наук «Нейропсихологический и нейролингвистический анализ динамической афазии». Там же, в 1990 году защитила диссертацию на звание доктора психологических наук «Нейролингвистический анализ механизмов синтаксиса».
В 1962—1964 годах работала логопедом в лаборатории нейропсихологии Института нейрохирургии имени Н. Н. Бурденко под руководством проф. А. Р. Лурия. С 1966 года работает в МГУ имени М. В. Ломоносова: сначала младшим научным сотрудником в Научно-методическом центре русского языка в группе психолингвистики под руководством проф. А. А. Леонтьева, затем с 1972 года — в той же должности на факультете психологии МГУ, а с 1976 года — там же, старшим научным сотрудником.
С 1992 года — заведующая Лабораторией нейропсихологии факультета психологии МГУ имени М. В. Ломоносова. В 1999 году ей присвоено звание профессора по специальности «Клиническая психология». Одновременно, с 1999 года она работает в Московском городском психолого-педагогическом университете, на кафедре возрастной психологии. С 2005 года является заведующей Лабораторией исследования трудностей обучения Московского городского психолого-педагогического университета.
Ахутина входит в редколлегии нескольких научных журналов, является членом международных профессиональных сообществ — INS, ISCAR, APA, NAN; является действительным членом Академии педагогических и социальных наук, членом Российского психологического общества, широко известна, как автор популярных учебных и методических пособий, часто цитируемых научных публикаций, как эксперт в области нейропсихологии.

## Научная деятельность
Ахутина известна в зарубежном научном сообществе, как учёный, развивающий культурно-исторический подход Выготского—Лурия в нейропсихологии. Её связывает многолетнее сотрудничество (совместные публикации, организация семинаров и конференций) с такими западными учёными, как М. Коул, Yrjö Engeström, Джеймс Верч. Основываясь на идеях о речи и мышлении Л. С. Выготского, она предложила модель порождения речи
В ходе исследования динамической афазии Ахутиной было выявлено и показано различие нарушений построения внутренней речи и синтаксического оформления высказываний при данном синдроме (Нейропсихологический и нейролингвистический анализ динамической афазии. 1975). Продолжая наблюдения за афазией в клинической практике, она разработала модель порождения речи, развив её в докторской диссертации и дальнейших работах. Модель широко известна в отечественной психолингвистике под названием модели Леонтьева—Ахутиной.
В настоящее время в сферу научных интересов Ахутиной входят проблемы детской нейропсихологии, развития речи, диагностики, коррекции и профилактики трудностей обучения. С целью преодоления трудностей в обучении, ею была разработана методика для развития навыков программирования и контроля — «Числовой ряд».

## Награды и звания
- Медаль «Ветеран труда»
- Медаль «В память 850-летия Москвы»
- Медаль К. Д. Ушинского(2004)
- Почётный работник высшего профессионального образования Российской Федерации (2001)
- Заслуженный научный сотрудник МГУ (1998)
- Нагрудный юбилейный знак «250 лет МГУ» (2005)
- Медаль Г. И. Челпанова (2007)
- Лауреат премии «Грант Москвы в сфере образования»

## Публикации
Ахутина является автором 225 научных публикаций, редактором 15 книг:
Некоторые публикации:
- Ахутина Т. Нейролингвистический анализ динамической афазии. — М.:Теревинф, 2002. — 144 c. — ISBN 5-901599-09-8
- Ахутина Т. В. Теория речевого общения в трудах М. М. Бахтина и Л. С. Выготского // Вестн. Моск. ун-та. Сер. 14. Психология. 1984. № 3. С. 3 — 13.- ISSN 01370936. — URL: http://old.virtualcoglab.ru/html/TVA_4.html
- Ахутина Т. В. Проблема строения индивидуального лексикона человека в свете идей Л. С. Выготского // Вестн. Моск. ун-та. Сер. 14. Психология. 1984. № 4. С. 44 — 50. — ISSN 01370936.
- Ахутина Т. В. Порождение речи. Нейролингвистический анализ синтаксиса. М.: Изд-во МГУ, 1989. — 215 — ISBN 5-211-00226-1.
- Ахутина Т. В. Л. С. Выготский и А. Р. Лурия: становление нейропсихологии // Вопросы психологии. 1996. № 5. — ISSN 00428841.
- Ахутина Т. В., Каширская Е. В. Нейропсихологический анализ индивидуальных особенностей переработки лексической информации // Вопросы психологии. 2000. № 3 — ISSN 00428841.
- Ахутина Т. В. Здоровьесберегающие технологии: нейропсихологический подход // Вопросы психологии. 2002. № 4 — ISSN 00428841.
- Ахутина Т. В., Н. М. Пылаева Преодоление трудностей учения. СпБ.:Питер, 2008. — ISBN 978-5-91180-958-4.
- Ахутина Т.В, Меликян З.А Нейропсихологическое тестирование: обзор современных тенденций. К 110-летию со дня рождения А. Р. Лурия // Клиническая и специальная психология. 2012. № 2. — ISSN 23040394.
- Akhutina T.V., Pylaeva N.M. Overcoming learning disabilities. New York : Cambridge University Press, 2012.

— ISBN 9781107013889.